# 讓我們一起微笑吧
《讓我們一起微笑吧！》是F.I.R.飛兒樂團的第5張音樂專輯，於2009年12月25日發行。為成軍五週年紀念專輯。期間忙於演唱會等事宜，相隔上一张专辑有两年的时间。此張專輯由阿沁及飛兩人首次嘗試擔當製作人，陳建寧則是擔任監製的角色。专辑风格上和以往专辑一致，編曲則較以往柔和。台湾版本使用了永豐餘贊助的清荷環保道林紙制作内页。

## 曲目
1. Find my way － 4'05"
2. I am here － 3'52"
3. 向日葵盛開的夏天 － 4'30"
4. 纪念日 － 3'18"
5. 衝浪季節 － 3'52"
6. 红潮 － 3'54"
7. 荆棘裡的花 － 4'16"
8. 讓我們一起微笑吧 － 3'15"（原曲《彩色羽翼[[[Wikipedia:格式手册/链接#章節|錨點失效]]]》）
9. 貓頭鷹的夢 － 3'23"
10. We Are － 4'15"
11. Hero － 5'27"

## 讓我們一起微笑吧！《榮耀典藏版》
於2010年3月12日所發行的改版專輯。
內容除了原版CD外另收入了
- Bonus DVD(河岸留言演唱會DVD)
- 工作紀實寫真以及明信片。

內頁同樣使用了清荷環保再生紙制作。

## 外部連結
- F.I.R.後樂園
- 華納線上音樂雜誌（页面存档备份，存于）